# Kanton Basse-Pointe

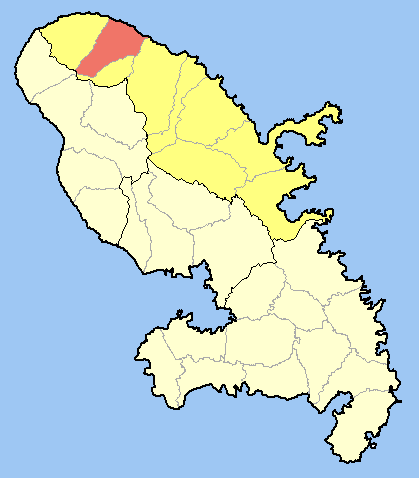
Lage des Kantons Basse-Pointe im Arrondissement La Trinité und im Übersee-Département Martinique

Der Kanton Basse-Pointe war ein Kanton im französischen Übersee-Département Martinique im Arrondissement La Trinité. Er umfasste einzig die Gemeinde Basse-Pointe.
Vertreter im Generalrat des Départements war seit 2008 André Charpentier.